# Bank Aichi
Bank Aichi (jap. 株式会社愛知銀行 Kabushiki-gaisha Aichi Ginkō) – regionalny bank japoński z siedzibą w Nagoi, posiadający 97 oddziałów w prefekturze Aichi oraz 10 w innych prefekturach. Bank jest notowany na Tokijskiej Giełdzie Papierów Wartościowych. Na początku dwudziestego wieku był to bank lokalny zależny od starego Banku Mitsubishi.

## Działalność
Główna działalność banku skupia się na zabezpieczeniach bankowych i innych usługach finansowych takich jak: oszczędności i depozyty, kredyty, wymiana walut i inwestycje portfolio (posiadanie obcych akcji). Inna działalność to m.in. leasing, gwarancje kredytowe, zarządzanie nieruchomościami oraz wydawanie kart kredytowych.

## Historia
- 17 IX 1910 powołano Japońską Kasę Oszczędzania.
- 23 X 1916 zmieniono nazwę na Wzajemna Pomoc Kredytowa w Nagoi
- 15 V 1944 zmieniono nazwę na Zrzeszenie Pomocy Finansowej Aichi
- 27 II 1948 zmieniono nazwę na Centralne Zrzeszenie Pomocy Finansowej
- 20 X 1951 zmieniono nazwę na Bank Sōgo
- 1 II 1989 zmieniono nazwę na obecną

## Przedsiębiorstwa zależne
- Aigin Business Service Co., Ltd.
- Aigin DC Card Co., Ltd.
- Aigin Lease Co., Ltd.
- Aigin Computer Service Co., Ltd.